# Oncidium sect. Excavata
Oncidium sect. Excavata es una sección de orquídeas epifitas perteneciente al género Oncidium. Se caracterizan por tener los pétalos más anchos que los sépalos.

## Especies
1. Oncidium excavatum Lindley 1838 especie tipo
2. Oncidium klotzscheanum Rchb. f. 1852
3. Oncidium lykaiosii R.Vásquez & Dodson 2001
4. Oncidium obryzatoides Kraenzl. 1922
5. Oncidium obryzatum Rchb. f. 1854
6. Oncidium parviflorum L.O. Williams 1942
7. Oncidium polyadenium Lindl. 1855
8. Oncidium storkii Ames & C. Schweinf. . 1930